# Nijūshi no hitomi
Nijûshi no hitomi (二十四の瞳, Vint-i-quatre ulls), basada en la novel·la de 1952 del mateix nom de Sakae Tsuboi, és una pel·lícula japonesa de 1954 dirigida per Keisuke Kinoshita. La pel·lícula relata la relació d'una mestra amb els seus alumnes i part de les seves vides entre els anys vint i quaranta, un període marcat per la Segona Guerra Mundial.

## Sinòpsi
El 1928, durant el ple alçament nacionalista de l'era Shōwa, una jove mestra anomenada Hisako Ōishi (Hideko Takamine) resideix en un petit poble costaner a l'illa de Shodoshima al mar interior de Seto. La modernitat i sobretot el seu hàbit de salvar la llarga distància entre l'escola i casa en bicicleta situada a l'altre costat de la badia desperten els rumors dels vilatans fins al dia en què una caiguda el va obligar a acceptar una llicència: estudiants, trist per la seva absència, decideixen recórrer el llarg viatge a casa seva. La reunió es carrega d'emocionalitat i segella una inclinació molt forta entre els estudiants i la seva professora. Amb els anys, la destinació de cada un d'altres divergeix. Alguns nois són reclutats com a soldats a la guerra, les nenes no tenen tots l'oportunitat de continuar els seus estudis i durant el període militarista la mestra veient exposada a la pressió dels seus superiors, renúncia a l'ofici de l'ensenyament. Malgrat aquests esdeveniments, els vincles amb els estudiants que ja havien aparegut en la seva primera classe són molt forts i després de la guerra, quan la professora torna a treballar, es troba amb alguns dels seus antics alumnes.

## Llançament
La pel·lícula ha estat llançada en format DVD al Regne Unit com a part de la col·lecció de Masters of Cinema d'Eureka! Vídeo i als Estats Units com a part de The Criterion Collection. Un remake en color de 1987 va ser dirigit per Yoshitaka Asama.

## Repartiment
- Hideko Takamine com Ôishi Sensei
- Yumeji Tsukioka com Masuno
- Takahiro Tamura com Isokichi
- Chishū Ryū com Otoko Sensei